# Friedrich der Straßburger
Friedrich von Hohenzollern (* 13. Jahrhundert oder 14. Jahrhundert; † nach dem 9. März 1365), genannt der Straßburger, war ein Graf von Hohenzollern.

## Leben

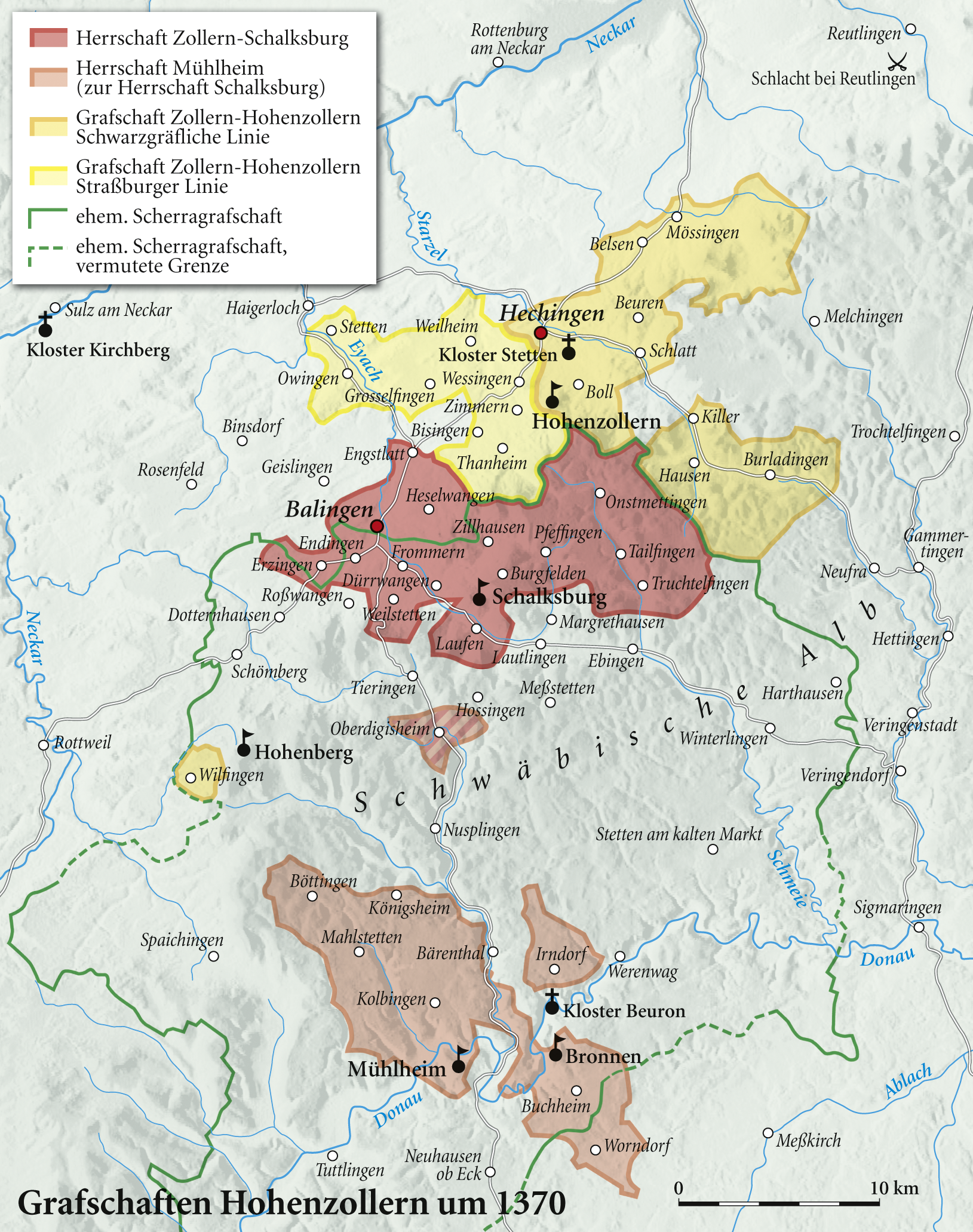
Grafschaften Hohenzollern um 1370

Friedrich war der jüngere Sohn des Grafen Friedrich VIII. von Zollern. Er wurde 1333 Domherr in Straßburg, kehrte aber 1342 in den weltlichen Stand zurück und vermählte sich 1343 mit Margarete, Tochter des Grafen Burchard V. von Hohenberg-Wildberg. Die Eheschließung zeigt sicher das Verlassen des geistlichen Standes. Den Beinamen der Straßburger führte Friedrich nachweisbar ab 1346, teilweise mit dem Beisatz der Jüngere.
Im Jahr 1344 teilte er mit seinem älteren Bruder Friedrich IX., genannt der Schwarzgraf, das väterliche Erbe und begründete die so genannte Straßburger Linie. Sein Bruder Friedrich IX. begründete die weniger bedeutsame Schwarzgräfliche Linie. Der Straßburger machte ebenso wie sein Bruder finanzielle Ansprüche gegen Österreich für geleistete Kriegsdienste geltend. Friedrich starb 1365 und somit vor seinem Bruder. In der nächsten Generation war Friedrich XI. das Oberhaupt der Familie.

## Ehe und Nachkommen
Aus seiner Ehe mit Margarete hatte Friedrich folgende Kinder:
- Friedrich XI. († 1401), Graf von Hohenzollern

⚭ 1377 Gräfin Adelheid von Fürstenberg († 1413)
- Margarete († 1433)

⚭ 1. Gebhard I. von Rechberg († 1395/7)
⚭ 2. 1398 Albrecht von Abensberg († 1407)
⚭ 3. 1424 Wilhelm von Puechberg († 1426)
- Anna

⚭ Albrecht III. von Rechberg († 24. März 1403)
- Friedrich Ostertag IV. († 1399)
- Friedrich († 1408/10), Domherr in Straßburg